# Killers Anonymous
Killers Anonymous és una pel·lícula de thriller policial nord-americana del 2019, dirigida per Martin Owen, a partir d'un guió d'Owen, Elizabeth Morris i Seth Johnson. És protagonitzada per Tommy Flanagan, Rhyon Nicole Brown, Jessica Alba, Gary Oldman, MyAnna Buring, Michael Socha, Tim McInnerny i Sam Hazeldine. S'estrenà el 28 de juny de 2019 per Lionsgate. Ha estat doblada i subtitulada al català.

## Repartiment
- Tommy Flanagan com a Markus
- Rhyon Nicole Brown com a Alice
- MyAnna Buring com a Joanna
- Michael Socha com a Leandro
- Tim McInnerny com a Calvin
- Sam Hazeldine com el senador Kyle
- Suki Waterhouse com a Violet
- Elizabeth Morris com a Krystal
- Elliot James Langridge com a Ben
- Isabelle Allen com a Morgan
- Jessica Alba com a Jade
- Gary Oldman com l'home
- Harmony Hyde-Neath com la jove Alice

## Estrena
L'octubre de 2018, Lionsgate i Grindstone Entertainment Group van adquirir els drets de distribució de la pel·lícula. Es va estrenar als cinemes als Estats Units el 28 de juny de 2019. La pel·lícula té un 0% d'aprovació de la qualificació de Rotten Tomatoes basada en 9 ressenyes, i només ha recapatat 100,581 dòlars a tot el món.